# サウスポット静岡
サウスポット静岡（サウスポットしずおか）は、静岡県静岡市駿河区南町にある超高層ビル、複合商業施設。

## 概要
静岡駅南口第一地区第一種市街地再開発事業として整備された。ペデストリアンデッキにより静岡駅と繋がっているが、静岡駅南口（地上1階）を出てエスカレータもしくは階段にてデッキに上がるようになっている。

## 沿革
- 1997年3月　竣工。
- 1997年5月　ホテルセンチュリー静岡開業、静岡アートギャラリー開館。
- 2010年3月31日　静岡市美術館（葵タワー内）が整備されたことに伴い、静岡アートギャラリー閉館。
- 2011年6月11日　静岡アートギャラリー跡地に静岡ホビースクエアが開館。

## 静岡アートギャラリー
都市型アート・スペースとして、1997年5月に開館。床面積約1540平方メートル。五つの展示室、多目的室などを備えていた。年間を通して企画展を開催していた。2005年には「エルミタージュ美術館名作展」を開催し、5カ月で8万人が来館するなど、様々な展示活動に取り組んできたが、低い天井や手狭なバックヤード、教育・普及活動用のスペースがないなど、施設面での制約から大型美術作品の展示に対応できないなどの課題があった。
このため、静岡市は静岡アートギャラリーに代わる都市型美術館として静岡市美術館を整備するものとし、それに併せて2010年3月31日をもって閉館。静岡市美術館は葵タワー3階に2010年5月1日に開館した。

## フロア構成

### タワー棟
- 地下2階　機械室
- 地下1階　駐車場（サウスポット伊伝パーキング）
- 地上1,2階　店舗
- 地上3階　静岡ホビースクエア
- 地上4～17階　オフィス
- 地上18～25階　ホテル（ホテルグランヒルズ静岡）

### 低層棟
- 地上1～6階　ホテル（ホテルグランヒルズ静岡）

### 住宅棟
- 地上1～7階　住宅（18戸）